# Armand Pierre Caussin de Perceval
Armand Pierre Caussin de Perceval (født 13. januar 1795 i Paris, død 15. januar 1871 sammesteds under belejringen) var en fransk orientalist, søn af Jean Jacques Antoine Caussin de Perceval.
Caussin de Perceval studerede østerlandske sprog, især arabisk og tyrkisk i Paris,
blev 1814 tolk ved det franske gesandtskab i Konstantinopel. I 1817 gik han til Syrien, blev et år hos maronitterne på Libanon og var derpå tolk ved det franske konsulat i Aleppo I 1822 blev Caussin de Perceval suppleant for sin far som professor i arabisk ved Collège de France og 1835 hans eftermand. I
1849 blev han medlem af Instituttet, i hvis skrifter, ligesom i "Journal Asiatique", der findes flere afhandlinger af ham.
I 1822 oversatte Caussin de Perceval i Paris fra tyrkisk et værk af Vassif Effendi om krigen mellem Tyrkiet og Rusland 1769-74, og 1833 et andet tyrkisk skrift om janitsharernes undergang. Hans hovedværk. Essai sur l’histoire des Arabes avant Islamisme, udkom 1847 i Paris. Man skylder også Caussin de Perceval udgivelsen af det af den franske orientalist Élie Bocthor efterladte værk Dictionnaire français-arabe, som han berigede med værdifulde tilføjelser.